# Саад Ламджарред
Саад Ламджарред, або Саад аль Мджарад (араб. سعد لمجرد) — марокканський співак та актор. Народився 7 квітня 1985 року у Рабаті, Марокко. Його батько Бахір Абдоу — марокканський співак, а мама Нежа Реграгуі — актриса/комік.
Інтерес до музики виник у Ламджарреда у 4 роки, коли він почав співати батькові пісні. Він відвідував Музичну консерваторію Рабату, де вивчав теорію музики. У 2007 році він зайняв друге місце на Super Star — популярному арабському телешоу.
У 2011 році Ламджарред розпочав кар'єру актора, зігравши чоловічу роль у Аглам Нассім, марокканській мильній опері. Він видав альбом Wala Alik у 2013 році. Цього ж року він видав ще два альбоми: Salina та Enty. Титульна пісня останньої, «Enty Baghya Wahad» стала одним із Ламджарредових найбільших хітів і виборола йому нагороду на Méditel Morocco Music Awards 2014.
Його хітовий сингл 2013 року «Mal Hbibi Malou», налічує понад 103 мільйонів переглядів на YouTube.
Саада було номіновано на Best Middle East Act на конкурсі 2014 MTV Europe Music Awards. Він виграв Murex d'Or у категорії «Найкраща Арабська пісня» за свою пісню «Enty Baghya Wahad».
Його хітовий сингл 2015 року «LM3ALLEM» (арабською: لمعلم‎) увійшов у книгу рекордів Гіннеса за досягнення 100 мільйонів переглядів на YouTube за 3 місяці після релізу. На листопад 2015 року, це відео є найбільш переглянутим арабським відео на YouTube, у нього більше 202 мільйонів переглядів.

## Дискографія

### Сингли
- Waadini (2009)
- Baheb Elly Byekrahni
- lmima (2012)
- Salina Salina (2012)
- Enty (2014)
- Mal Hbibi Malou (2013)
- Lm3allem (2015)
- Ana Machi Sahel (2016)
- Ghaltana (2016)
- Let Go (2017)
- Ghazali (2018)
- Ya Allah (2018)
- Casablanca (2018)
- Baddek Eih (2018)
- Njibek Njibek (2019)

### Фічерінги
- Enty: (feat. DJ Van)
- Wana Ma'ak: (feat. Asmaa Lamnawar)
- Aaziz ou Ghali (feat. Bachir Abdou)
- Ya Ensan: (feat. Saleh Alkurdi)
- Sa'aa Saaida: (feat. Sofia Mountassir)

### Альбоми

#### Wala Aalik (2013)
- Mal Hbibi Malou (Що трапилось з моїм коханням)
- Chem3a (Свічка)
- Lemen Nachki
- Jiti Fbali (Я про тебе думав)
- Wana Mali (Мені байдуже)
- Katnadini (Ти кличеш мене)
- Lemima (Мама)